# Hartmannsdorf-Stäbchen
Hartmannsdorf-Stäbchen ist ein Wohnplatz im Ortsteil Hartmannsdorf der Gemeinde Spreenhagen im Landkreis Oder-Spree in Brandenburg.

## Geografische Lage

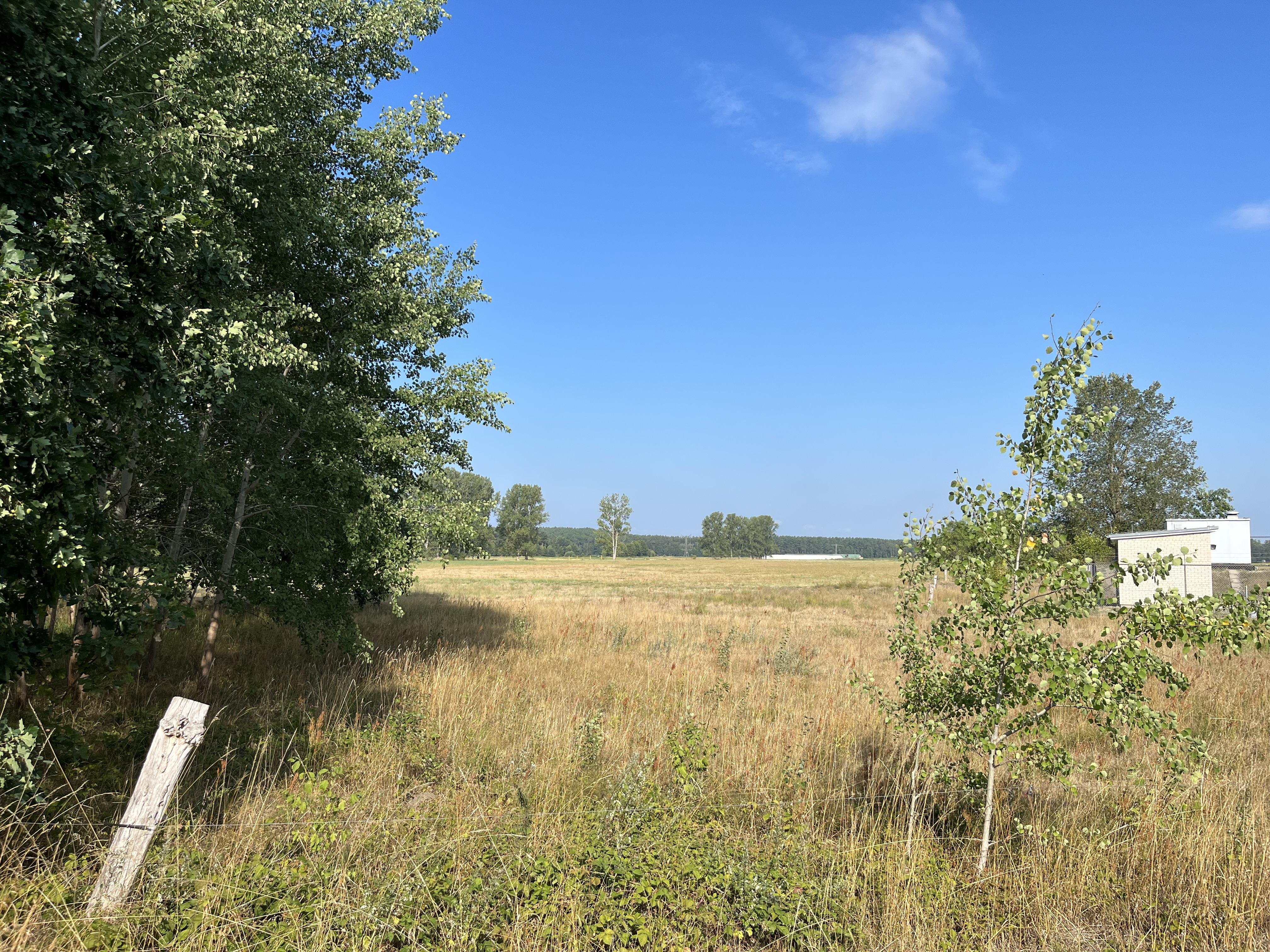
Spreewiesen

Der Ort liegt nordwestlich des Gemeindezentrums und dort unmittelbar südlich der Spree, die in diesem Bereich von Nordosten kommend in einem Bogen zunächst südlich und anschließend in nordöstlicher Richtung verläuft. Südwestlich liegt der Ortsteil Hartmannsdorf, südöstlich der Gemeindeteil Hartmannsdorf-Neu Hartmannsdorf, östlich der Wohnplatz Schlößchen. Nördlich der Spree liegt Spreeau, ein Ortsteil der Gemeinde Grünheide (Mark).

## Geschichte

### 18. Jahrhundert
Im Jahr 1705 erschien am Stäbichen eine Teerhütte, die dem Amt Storkow gehörte. Die Bezeichnung änderte sich in beim Stäbichen im Jahr 1721 zu Stoebigen im Jahr 1770. In dieser Zeit wurde von einem Teerofen unweit Alt Hartmannsdorf (1745) bzw. von einer Teerbrennerei berichtet, in der im Jahr 1775 drei Büdnerfamilien in zwei Haushalten mit insgesamt zwölf Personen (1774) lebten.

### 19. Jahrhundert
Dem Etablissement waren im Jahr 1801 keine Hufen zugewiesen. Die beiden Einliegerfamilien betrieben zwei Feuerstellen (=Haushalte). Einer der dort lebenden Teerschweler war Johann Christian Voigt. Ihm wurde von der Gemeinde Hartmannsdorf vorgehalten, eine zu große Herde zu halten. Voigt wiederum beschwerte sich bei der kurmärkischen Kammer über die Pfändung eines Ochsens. Außerdem ging er gegen seine Anwerbung als Soldat vor und stellte einen Antrag auf Pachtermäßigung. Im Jahr 1803 erhob der Holzaufseher Große aus Stäbchen Forderungen an die Erben des verstorbenen Oberförsters Schlesicke aus Rüdersdorf. Aber auch das Recht zur Fischerei auf der Spree war Inhalt einer Beschwerde und eines anschließenden Prozesses, den der Fischereipächter Grosse und seine Erben gegen Fischer aus Fürstenwalde/Spree führten. Eine andere Klage richtete sich im Jahr 1802 gegen Carl Benjamin Große aus Stäbchen. Sein Halbbruder und Brückenzolleinnehmer Andreas Große forderte von ihm im Namen seines Vaters Carl Salomon Große die Zurückzahlung eines angeblich von ihm einbehaltenen Geldbetrages für die Bütowsche Erben ein. Große war als Forstaufseher tätig, wollte aber auch eine Amtswiese pachten. Er geriet in eine Auseinandersetzung der Fischer aus Fürstenwalde, die ihm und den Gemeinden Markgrafpieske, Spreenhagen, Wernsdorf und Hartmannsdorf vorwarfen, gegen die Fischereigerechtigkeit verstoßen zu haben. Er erwarb im Jahr 1813 eine Ziegelei in Kablow-Ziegelei. Das Forstamt Fürstenwalde verlegte in den Jahren 1810 bis 1811 die Darre für Kienäpfel von Hangelsberg nach Stäbchen. In den Folgejahren wurde lediglich vom Etablissement zu Alt Hartmannsdorf (1817) berichtet. Eine Büdner in dieser Zeit war Johann Gottlieb Ziege(Zeige), der Anfang des 19. Jahrhunderts Land vom Holzschläger Christian Voigt als Erbverschreibung erhielt. Am 30. Mai 1836 erwarb der Dorfschulze Paetel eine 3 Mg 26 Quadratruten (QR) große Wiese bei Stäbchen.
Bis 1858 war die Häusergruppe auf 97 Mg angewachsen; davon entfielen 79 Mg auf Acker, 9 Mg auf Wiese, 8 Mg auf Gartenland und 1 Mg auf Gehöfte. Diese teilten sich auf drei Häusergruppen mit insgesamt fünf Wirtschaftsgebäuden auf, in denen insgesamt 30 Personen lebten. Die Anzahl der Einwohner ging auf 27 Personen im Jahr 1871 zurück; Stäbchen war nach wie vor gemeindefreies Etablissement und bestand aus drei Wohngebäuden. Im Jahr 1885 war ein Forsthaus entstanden, das zum Gutsbezirk Forstrevier Friedersdorf gehörte.

### 20. Jahrhundert
Einer der Bewohner Stäbchens war in den 1930er Jahren der Arbeiter Paul Kaser, der in Stäbchen ein Einfamilienhaus errichtete und hierfür eine Hypothek aufnahm. Weitere Bewohner aus Stäbchen erwarben 1930 einige Flächen auf der Gemarkung der Spreewiesen, darunter der Haumeister Gustav Kaser und der Spannhalter August Baschin. Erst 1931 wurde Stäbchen ein Wohnplatz von Alt Hartmannsdorf, 1957 von Hartmannsdorf.